# Bataille de Goumakoura
Guerre du Mali
Batailles
La bataille de Goumakoura se déroule lors de la Rébellion touarègue de 2012. Le 24 février 2012, un camp militaire de l'armée malienne est attaqué par le MNLA. L'attaque est cependant repoussée.

## Déroulement
Le 24 février, le camp militaire de Goumakoura, situé dans la région de Ségou, est attaqué par le MNLA. Selon les indépendantistes les affrontements commencent à 6 heures du matin et s'achèvent entre 12 et 13h.
Les indépendantistes déclarent lancer cette offensive en dehors du territoire revendiqué de l'Azawad en représailles du bombardement près d'Anefis d'une tribu marabout des Kal-Assouk commis par des mercenaires ukrainiens au service de l'armée malienne. Selon le MNLA, entre une et quatre personnes ont été tuées par ce bombardement et 13 blessées, majoritairement des vieillards, des femmes et des enfants. D'après Médecins sans frontières qui a pris en charge les blessés avec une équipe du ministère de la Santé malien, une petite fille a été mortellement blessée dans le bombardement et 10 personnes sont blessées, dont 9 femmes et enfants et 3 grièvement.

Le MNLA aurait été dirigé par deux officiers déserteurs de l'armée malienne, le colonel Bouna et Akli, ancien chef de poste de commandement de Goumankoura. Leurs forces sont de deux brigades.

Selon l'armée malienne, des renforts, commandés par le colonel Takini et venus de Ségou, mettent en déroute les assaillants.
Les deux camps revendiquent la victoire, cependant le terrain reste aux soldats maliens.

## Bilan
Selon les forces maliennes, les combats ont fait de nombreux tués, blessés et prisonniers du côté du MNLA. Les blessés, au nombre de 27, sont conduits à Fassala, parmi ces derniers sept auraient succombé et six seraient dans un état critique,. Du côté de l'armée malienne, les pertes sont d'un mort et trois à six blessés,. 

Selon les premières sources proches des indépendantistes, environ 100 militaires maliens sont tués et plusieurs centaines sont blessés contre seulement deux morts et trois blessés pour le MNLA sans compter six véhicules blindés et plusieurs voitures de l'armée incendiées et des magasins de stocks d'armements et des munitions détruits. Cependant selon le communiqué officiel du MNLA, rédigé le 26 février par Bakay Ag Hamed Ahmed, le bilan est de 30 soldats maliens morts, 2 chars de combat et 6 véhicules brûlés, contre 4 morts et 3 blessés pour les forces indépendantistes.